# جائحة فيروس كورونا في كوسوفو
يوثق هذا المقال تأثير جائحة كوفيد-19 (كوفيد-19) في كوسوفو.

## خلفية
في 12 يناير 2020، أكدت منظمة الصحة العالمية (دبليو إتش أو) عن ظهور فيروس كورونا المستجد كسبب للمرض التنفسي الذي أصاب مجموعة من الأشخاص في مدينة ووهان، مقاطعة خوبي، الصين، إذ أُبلغ عنهم إلى منظمة الصحة العالمية في 31 ديسمبر 2019.
كانت نسبة إماتة حالات كوفيد-19 أقل بكثير من السارس في عام 2003، لكنها تميزت بانتقال أكبر للعدوى، مع إجمالي وفيات هام.

## الجدول الزمني

### 13-20 مارس 2020
في 13 مارس، وردت أول حالتي إصابة، رجل يبلغ 77 عام من فيتيا وامرأة إيطالية في أوائل العشرينات من العمر عملت مع كاريتاس كوسوفا في كلاين. قررت حكومة كوسوفو فرض الحجر الصحي وحظرت الدخول إلى المدينتين أو الخروج منهما.
في 14 مارس، وردت الحالة الثالثة، إذ ثبتت إصابة فرد من عائلة الرجل البالغ 77 عام من فيتيا. في نفس اليوم، وردت حالتان أخريان، رجل يبلغ 42 عام من فيتيا وامرأة تبلغ 37 عام من ماليشفي. بعد ظهور أول حالة في ماليشفي، قرر رئيس الوزراء البين كورتي فرض الحجر الصحي على البلدية.
في 15 مارس، وردت أربع حالات إصابة بفيروس كورونا، ثلاث منها في ماليشفي وواحدة من قرية دومنيكا في بودوييفو. بعد ظهور الحالات الجديدة، طلب وزير الصحة من حكومة كوسوفو إعلان حالة الطوارئ الصحية العامة.
في 16 مارس، وردت إصابة أربعة من أفراد عائلة المريض البالغ 77 عام من فيتيا. بالإضافة إلى تأكيد إصابتين أخريين بفيروس كورونا في ذلك اليوم، زوجان مسافران من لندن إلى بريشتينا؛ ذكر وأنثى، يبلغ كلاهما 26 عام من بريزرن وأوبيليتش على الترتيب.
في 17 مارس، وردت حالة جديدة. امرأة تبلغ 39 عام عاصمة كوسوفو، بريشتينا، قادمة من لندن إلى بريشتينا قبل يوم واحد من ظهور إصابتها الإيجابية بفيروس كورونا. وردت ثلاث حالات أخرى لفيروس كورونا في ذلك اليوم، إذ ظهرت إصابة إيجابية بفيروس كورونا لدى فرد من عائلة المصاب في قرية دومنيكا في بودوييفو ورجل مسافر مع زوجته من دوسلدورف.
في 18 مارس، وردت حالة جديدة. أظهرت امرأة تبلغ 55 عام من بودوييفو نتيجة إيجابية لفيروس كورونا. شهد ذلك اليوم أول مساء خال من تسجيل إصابات فيروس كورونا منذ 13 مارس.
في مساء 19 مارس، وردت حالة جديدة. أظهر رجل يبلغ 46 عام من قرية جانجيفو في ليبليان نتيجة إيجابية لفيروس كورونا، إذ سافر من برلين إلى بريشتينا منذ ثمانية أيام مضت.

### 20-31 مارس 2020
في 20 مارس، وردت حالة جديدة. أظهر رجل يبلغ 67 عام من قرية لاشكادرينوك في ماليشفي نتيجة إيجابية لفيروس كورونا. وردت حالتي إصابة بفيروس كورونا في مساء هذا التاريخ. ظهرت نتيجة إيجابية بفيروس كورونا لدى امرأة تبلغ 53 عام من سوفا ريكا ورجل يبلغ 43 عام من جاكوفا، إذ خالط كلاهما الحالات المؤكدة السابقة ما رفع إجمالي الحالات الإيجابية إلى 24 حالة.
في 21 مارس، وردت أربع حالات جديدة لفيروس كورونا. أظهر رجل يبلغ 32 عام من قرية بيجاب في فريزاي قادم من ألمانيا نتيجة إيجابية بفيروس كورونا، بينما كانت الحالات الثلاث الأخرى مخالطة؛ ثلاث نساء تتراوح أعمارهن ما بين 29 و50 عام من بريشتينا وأخرى تبلغ 40 من جاكوفا. وردت حالتين أخريين لفيروس كورونا في مساء اليوم نفسه، إذ أظهر رجل يبلغ 20 عام إلى جانب امرأة تبلغ 36 عام من جيلان نتيجة إيجابية بفيروس كورونا.
في الساعات المبكرة من 22 مارس، وردت حالة جديدة. إذ أظهر رجل يبلغ 31 عام نتيجة إيجابية بفيروس كورونا. وردت أول حالة وفيات بسبب فيروس كورونا في نفس اليوم. شكل رجل يبلغ 82 عام من قرية دومنيكا في بودوييفو الضحية الأولى للجائحة، إذ انتقل إليه الفيروس عبر مخالطة ابنه وابنته. عانى الضحية قبل إصابته من أمراض القلب والرئة المزمنة وأظهر أعراض ارتشاح رئوي والتهاب رئوي شديد على الجانب الأيسر في اليوم السادس من إصابته. وردت حالتان أخريان لفيروس كورونا في نفس اليوم، إذ ظهرت نتيجة إيجابية بفيروس كورونا لدى امرأة تبلغ 50 عام من فرابتيتش في جيلان ورجل يبلغ 53 عام من قرية دومانك في ماليشفي.
في 23 مارس، وردت حالتان جديدتان لفيروس كورونا، إذ ظهرت نتيجة إيجابية بفيروس كورونا لدى رجل يبلغ 44 عام من قرية بيتروفو في شتيمليه، وهي أول حالة في البلدية، وامرأة تبلغ 39 عام من عاصمة كوسوفو بريشتينا. في الوقت نفسه، وردت 26 حالة أخرى في مساء ذلك اليوم، 14 حالة من ماليشفي، و11 حالة من أفراد أسرة واحدة في قرية فرابتيتش في جيلان، إلى جانب انتقال العدوى من شخص قادم من ألمانيا  إلى 10 من أفراد عائلته وحالة واحدة من بلدية جاكوفا، ما رفع إجمالي الحالات إلى 61.
في 24 مارس، دخل القرار الذي اتخذته حكومة كوسوفو في اليوم السابق حيز التنفيذ إذ أوقفت حركة الأشخاص والمركبات في الأيام التالية، شمل القرار وقف الحركة ما عدا حالات الطوارئ من 10:00-16:00 و20:00-06:00. وردت حالتان جديدتان لفيروس كورونا في المساء، امرأة تبلغ 25 عام من قرية فرابتيتش في جيلان وامرأة تبلغ 73 عام من قرية ستوديمه إي أوليت في فوشيتري، إذ عادت من النرويج منذ عدة أيام، وهي أول حالة إيجابية لفيروس كورونا في البلدية.
في 25 مارس، وردت ثماني حالات جديدة لفيروس كورونا، أربع حالات من قرية دومانيك في ماليشفي، وثلاث حالات من عاصمة كوسوفو بريشتينا وحالة واحدة من قرية ستوديمه إي أوليت في فوشيتري. نتجت جميع الحالات عن مخالطة الأشخاص المصابين في هذه القرى والبلديات منذ عدة أيام، ما رفع إجمالي الحالات إلى 71.
في 26 مارس، شهد هذا اليوم أول حالة شفاء، إذ ظهرت نتيجة سلبية لفيروس كورونا في ثاني اختبار لدى ابن المصاب الأول. بعد بضع دقائق، وردت أربع حالات أخرى لفيروس كورونا من قرية ستوديمه إي أوليت في فوشتيري، وثلاث حالات من عاصمة كوسوفو بريشتينا وحالة واحدة من قرية لوغاكسي في بيخا، لكن لم ينته مساء ذلك اليوم قبل ظهور سبع حالات أخرى لفيروس كورونا من مالشيفي ما رفع إجمالي الحالات إلى 86.
في 27 مارس، وردت حالتان جديدتان لفيروس كورونا في المساء، حالة من جاكوفا وأخرى من عاصمة كوسوفو بريشتينا، ما رفع إجمالي الحالات الإيجابية إلى 88.
في 28 مارس، وردت حالتان أخريان لفيروس كورونا، حالة من بودوييفو وأخرى من عاصمة كوسوفو بريشتينا. وردت حالة أخرى لفيروس كورونا في نفس اليوم في بريشتينا  وكانت جميع الحالات مخالطة.
في 29 مارس، وردت حالتان جديدتان لفيروس كورونا، حالتان من عاصمة كوسوفو بريشتينا وحالة من قرية كيجيفو في ماليشفي ما رفع إجمالي الحالات إلى 94.
في 30 مارس، وردت 12 حالة جديدة لفيروس كورونا، خمس حالات من ماليشفي، وثلاث حالات من فوشا كوسوفا، وحالتان من عاصمة كوسوفو بريشتينا، وحالة واحدة من ميتروفيتسا (عُدلت لاحقًا كحالة من شمال ميتروفيتسا) وحالة أخرى من كامينيتشا، ما رفع إجمالي الحالات الإيجابية إلى 106.
في 31 مارس، وردت حالتا فيروس كورونا جديدتان، حالة مخالطة لحالتين إيجابيتين من أقربائها في جاكوفا وأخرى من بريزرن إذ انتقلت العدوى إليها خلال زيارة في الخارج. شُفيت خمس حالات من فيروس كورونا في ذلك اليوم ووردت إصابة أربع حالات أخرى، تعود حالتا إصابة إلى شمال ميتروفيتسا، وواحدة إلى فوشيتري وأخرى إلى ماليشفي.

### 1-15 أبريل 2020
في 1 أبريل، شُفيت أربع حالات لفيروس كورونا ووردت 13 إصابة أخرى، إذ تعود 11 إصابة منها إلى قرية توبانيك في ماليشفي، وإصابة واحدة إلى عاصمة كوسوفو بريشتينا وأخرى إلى جاكوفا.
في 2 أبريل، وردت حالة جديدة. إذ أظهرت امرأة من قرية كوريسا في بريزرن نتيجة إيجابية بفيروس كورونا. قرر وزير الصحة فرض الحجر الصحي على القرية وحظر الدخول إليها.
في 3 أبريل، شُفيت ست حالات لفيروس كورونا ووردت ست حالات إصابة أخرى، إذ تعود 4 حالات إصابة إلى قرية لوغاكسي في بيخا، وواحدة إلى بيخا وأخرى خاضعة للحجر الصحي المفروض على مركز الطلبة في بريشتينا.
في 4 أبريل، وردت حالتان جديدتان لفيروس كورونا في شمال ميتروفيتسا. شُفيت في ذلك اليوم سبع حالات لفيروس كورونا ووردت إصابة خمس حالات أخرى، إذ تعود حالتان من الإصابات إلى قرية بانجا في ماليشفي، وواحدة إلى عاصمة كوسوفو بريشتينا، وواحدة من قرية سمريكونيك في فوشيتري وأخرى خاضعة للحجر الصحي المفروض على مركز الطلبة في بريشتينا.
في 5 أبريل، وردت خمس حالات أخرى لفيروس كورونا، ثلاث حالات من قرية بانجا في ماليشفي، وحالة من جاكوفا وحالة أخرى من قرية سمريكونيك في فوشيتري، إذ كانت جميعها مخالطة ما رفع عدد الحالات الإيجابية إلى 145 حالة.
في 6 أبريل، وردت حالتا وفاة بفيروس كورونا، حالة من عاصمة كوسوفا بريشتينا وحالة أخرى من قرية كوريسا في بريزرن. في نفس اليوم، وردت 20 حالة أخرى لفيروس كورونا، 15 حالة من قرية بانجا في ماليشفي، واثنتان من ماليشفي، وواحدة من بلاس في غلوفوفاتش وأخرى من عاصمة كوسوفو بريشتينا.
في 7 أبريل، وردت خمس حالات أخرى، إذ ظهرت نتيجة إيجابية بفيروس كورونا لدى خمسة ضباط إصلاحيات وعامل صحي في مركز الاعتقال في شمال ميتروفيتسا. بعد بضع دقائق، توفي رجل يبلغ 65 عام من فريزاي بسبب السكتة القلبية، إلا أنه كان مصابًا بفيروس كورونا. وردت ثلاث حالات أخرى لفيروس كورونا في ذلك اليوم، واحدة منها في حالة حرجة من فريزاي، وحالة أخرى في كل من ماليشفي وعاصمة كوسوفو بريشتينا وجيلان إلى جانب وتقني مخبر من جاكوفا. بعد بضع ساعات، شُفيت ست حالات لفيروس كورونا ووردت إصابة 19 حالة أخرى، تعود ثماني حالات إصابة إلى قرية سمريكونيك في فوشيتري، وأربع حالات إلى ماليشفي، وثلاث أخرى إلى عاصمة كوسوفو بريشيتا وحالة واحدة إلى كل من جاكوفا، وجيلان، وقرية سازلي في فريزاي وقرية أوجميرو في كلاين.
في مساء 8 أبريل، أعلنت المؤسسة الوطنية للصحة العامة عن تأكيد 14 حالة جديدة خلال هذا التاريخ، أربع حالات من قرية سمريكونيك في فوشيتري، وحالتان من قرية بانجا في ماليشفي، وحالتان أخريان من عاصمة كوسوفو بريشتينا، وحالتان من شمال ميتروفيتسا وحالة واحدة في كل من قرية بلاتشي في سوفا ريكا، وقرية جورجيفيك في كلاين، وقرية كروجمير في ليبليان وزفيسان، بالإضافة إلى سبع حالات شفاء وحالة وفيات واحدة من قرية بانجا في ماليشفي.
في 9 أبريل، وردت حالة وفاة بفيروس كورونا في قرية فرابتيتش في جيلان. شُفيت حالة واحدة أيضًا في ذلك اليوم ووردت إصابة ثلاث حالات مخالطة، تعود الإصابات إلى سوفا ريكا وقرية هاجفاليا في بريشتينا وقرية ليساك في ليبوسافيتش.
في 10 أبريل، وردت 23 حالة جديدة ما رفع إجمالي الحالات إلى 250. وردت 14 حالة شفاء جديدة ما رفع إجمالي حالات الشفاء إلى 52.
في 11 أبريل، وردت 33 حالة إيجابية جديدة ما رفع إجمالي الحالات إلى 283. وردت ست حالات شفاء جديدة ما رفع إجمالي حالات الشفاء إلى 58.
في 12 أبريل، وردت 79 حالة إيجابية جديدة ما رفع إجمالي الحالات إلى 362. وردت حالة شفاء جديدة ما رفع إجمالي حالات الشفاء إلى 59.
في 13 أبريل، وردت حالة وفاة جديدة ما رفع إجمالي الوفيات إلى 8. وردت 15 حالة إيجابية جديدة ما رفع إجمالي الحالات إلى 377. وردت أربع حالات شفاء جديدة ما رفع إجمالي حالات الشفاء إلى 63.
في 14 أبريل، شُفيت ثلاث حالات من فيروس كورونا ووردت إصابة 10 حالات أخرى.
في 15 أبريل، وردت حالة وفاة جديدة بفيروس كورونا في سوفا ريكا، ما رفع إجمالي الوفيات إلى 9. وردت 36 حالة جديدة، ما رفع إجمالي الحالات إلى 423. وردت خمس حالات شفاء ما رفع إجمالي حالات الشفاء إلى 71.

### 30-16 أبريل
في 16 أبريل، سُجّلت حالتي وفاة بسبب كوفيد-19. تأكد وجود 26 حالة إيجابية جديدة، ليصل المجموع إلى 449، سُجّلت 8 حالات شفاء، ليصل المجموع إلى 79.
في 17 أبريل، سُجّلت حالة وفاة جديدة من فيريزاج، ليصل المجموع إلى 12، بالإضافة إلى 31 حالة إيجابية جديدة، ليصل المجموع إلى 480. سُجّلت 5 حالات شفاء ليصل المجموع إلى 84. أعلنت صربيا أنها تبرعت بـ 1000 مجموعة لإجراء الاختباران في كوسوفو.
في 18 أبريل، سُجّلت 30 حالة إيجابية جديدة، ليصل المجموع إلى 510، بالإضافة إلى 9 حالات شفاء حتى وصل المجموع إلى 93.
في 19 أبريل، سُجّلت 51 حالة إيجابية جديدة، ليصل المجموع إلى 561، بالإضافة إلى 9 حالات شفاء ليصل المجموع إلى 102.
في 30 أبريل، سُجّلت 11 حالة شفاء جديدة، ليصل المجموع إلى 260، جميعهم من فيريزاج.
في 20 أبريل، سُجّلت 3 حالات وفاة جديدة، 2 من شمال ميتروفيتشا وواحدة من ليبوسافيتش، وجميعهم من الجالية الصربية في كوسوفو، ليصل المجموع إلى 15. تأكد وجود 37 حالة إيجابية جديدة، ليصل المجموع إلى 598، بالإضافة إلى 21 حالة شفاء، ليصل المجموع إلى 123.
في 21 أبريل، سُجّلت 3 حالات وفاة جديدة، واحدة من جاكوفا، وواحدة من ليبوسافيتش، وواحدة من زفيتشان، ليصل العدد الإجمالي إلى 18. سُجّلت 6 حالات إيجابية جديدة، ليصل المجموع إلى 604، بالإضافة إلى 5 حالات شفاء ليصل المجموع إلى 128.
في 22 أبريل، سُجّلت 26 حالة إيجابية جديدة، ليصل المجموع إلى 630، بالإضافة إلى 10 حالات شفاء، ليصل المجموع إلى 138.
في 23 أبريل، سُجّلت حالة وفاة جديدة من بريزرن، ليصل المجموع إلى 19، تأكد وجود 39 حالة إيجابية جديدة، ليصل المجموع إلى 669، بالإضافة إلى 21 حالة شفاء، ليصل المجموع إلى 159.
في 24 أبريل، سُجّلت 34 حالة إيجابية جديدة، ليصل المجموع إلى 703، بالإضافة إلى 3 حالات شفاء، ليصل المجموع إلى 162.
في 25 أبريل، سُجّلت حالة وفاة جديدة من شتيمليه، ليصل المجموع إلى 20. تأكد وجود 28 حالة إيجابية جديدة، ليصل المجموع إلى 731. بالإضافة إلى 3 حالات شفاء، ليصل المجموع إلى 165.
في 26 أبريل، سُجّلت حالة وفاة جديدة من جيلان، ليصل المجموع إلى 21. تأكد وجود 32 حالة إيجابية جديدة، ليصل المجموع إلى 763، بالإضافة إلى حالة شفاء جديدة ليصل المجموع إلى 166.
في 27 أبريل، سُجّلت حالة وفاة جديدة بكوفيد-19 من بيخا، ليصل المجموع إلى 22، تأكد وجود 17 حالة إيجابية جديدة، ليصل المجموع إلى 780، بالإضافة إلى 35 حالة شفاء، ليصل المجموع إلى 201.
في 28 أبريل، سُجّلت 10 حالات إيجابية جديدة ليصل المجموع إلى 790، بالإضافة إلى 31 حالة شفاء، ليصل المجموع إلى 232.
في 29 أبريل، سُجّلت 9 حالات إيجابية جديدة، ليصل المجموع إلى 799، بالإضافة إلى 17 حالة شفاء، ليصل المجموع إلى 249.
في 30 أبريل، سُجّلت 7 حالات إيجابية جديدة، ليصل المجموع إلى 806، بالإضافة إلى 22 حالة شفاء، ليصل المجموع إلى 271.

### 1-15 مايو 2020
في 1 مايو، سُجّلت 7 حالات إيجابية جديدة، ليصل المجموع إلى 813، بالإضافة إلى 27 حالة شفاء، ليصل المجموع إلى 298.
في 2 مايو، سُجّلت 10 حالات إيجابية جديدة، ليصل المجموع إلى 823، بالإضافة إلى 38 حالة شفاء، ليصل المجموع إلى 336.
في 3 مايو، سُجّلت 11 حالة إيجابية جديدة، ليصل المجموع إلى 851، بالإضافة إلى 18 حالة شفاء، ليصل المجموع إلى 381.
في 4 مايو، سُجّلت 4 حالات إيجابية جديدة، ليصل المجموع إلى 855، بالإضافة إلى 22 حالة شفاء، ليصل المجموع إلى 403.
في 5 مايو، سُجّلت حالة إيجابية واحدة جديدة، ليصل المجموع إلى 856، بالإضافة إلى 87 حالة شفاء، ليصل المجموع إلى 490.
في 6 مايو، سُجّلت 4 حالات إيجابية جديدة، ليصل المجموع إلى 860، بالإضافة إلى 43 حالة شفاء، ليصل المجموع إلى 533.
في 7 مايو، سُجّلت حالة وفاة جديدة من دراغاس، ليصل المجموع إلى 27، تأكد وجود حالة إيجابية جديدة واحدة، ليصل المجموع إلى 861. بالإضافة إلى 28 حالة شفاء، ليصل المجموع إلى 561.
في 8 مايو، سُجّلت حالة وفاة جديدة من أوراهوفاتش، ليصل المجموع إلى 28 حالة. تأكد وجود حالة إيجابية جديدة، ليصل المجموع إلى 862، بالإضافة إلى 61 حالة شفاء، ليصل المجموع إلى 622.
في 9 مايو، سُجّلت 8 حالات إيجابية جديدة، ليصل المجموع إلى 870، بالإضافة إلى 31 حالة شفاء، ليصل المجموع إلى 653.
في 10 مايو، سُجّلت 14 حالة إيجابية جديدة، ليصل المجموع إلى 884. بالإضافة إلى شفاء حالتين، ليصل المجموع إلى 655.
في 11 مايو، سُجّلت 11 حالة إيجابية جديدة، ليصل المجموع إلى 895، بالإضافة إلى شفاء حالتين، ليصل المجموع إلى 657.
في 12 مايو، سُجّلت حالة وفاة جديدة من أوراهوفاتش، ليصل المجموع إلى 29، تأكد وجود 24 حالة إيجابية جديدة، ليصل المجموع إلى 919، بالإضافة إلى 14 حالة شفاء، ليصل المجموع إلى 671.
في 13 مايو، سُجّلت 8 حالات إيجابية جديدة، ليصل المجموع إلى 927.
في 14 مايو، سُجّلت 18 حالة إيجابية جديدة، ليصل المجموع إلى 945، بالإضافة إلى 19 حالة شفاء، ليصل المجموع إلى 690.
في 15 مايو، سُجّلت 10 حالات إيجابية جديدة، ليصل المجموع إلى 955، بالإضافة إلى حالة شفاء واحدة، ليصل المجموع إلى 691.
في 16 مايو، سُجّلت 23 حالة إيجابية جديدة، ليصل المجموع إلى 978، بالإضافة إلى 22 حالة شفاء، ليصل المجموع إلى 713.
في 17 مايو، سُجّلت 7 حالات إيجابية جديدة، ليصل المجموع إلى 985، بالإضافة إلى 23 حالة شفاء، ليصل المجموع إلى 736.
في 18 مايو، سُجّلت 3 حالات إيجابية جديدة، ليصل المجموع إلى 988، بالإضافة إلى 18 حالة شفاء، ليصل المجموع إلى 754.
في 19 مايو، سُجّلت حالة إيجابية واحدة جديدة، ليصل المجموع إلى 989، بالإضافة إلى 15 حالة شفاء، ليصل المجموع إلى 769.
في 20 مايو، سُجّلت 14 حالة إيجابية جديدة، ليصل المجموع إلى 1003. بالإضافة إلى 3 حالات شفاء، ليصل المجموع إلى 772.
في 21 مايو، سُجّلت حالة إيجابية واحدة جديدة، ليصل المجموع إلى 1004.
في 22 مايو، سُجّلت 21 حالة إيجابية جديدة، ليصل المجموع إلى 1025. وسُجّلت 10 حالات شفاء، ليصل المجموع إلى 782.
في 23 مايو، سُجّلت 7 حالات إيجابية جديدة، ليصل المجموع إلى 1032، وسُجّلت 3 حالات شفاء، ليصل المجموع إلى 785.
في 24 مايو، وللمرة الأولى منذ 13 مارس، لم تُسجّل أي إصابة كوفيد-19. سُجّلت 4 حالات شفاء، ليصل المجموع إلى 789.
في 25 مايو، سُجّلت حالة وفاة جديدة من بريزرن، ليصل المجموع إلى 30. سُجّلت 6 حالات إيجابية جديدة، ليصل المجموع إلى 1038. سُجّلت 4 حالات شفاء، ليصل المجموع إلى 793.
في 26 مايو، أعلنت إيستوك أنها خالية من حالات كوفيد-19. سُجّلت 9 حالات إيجابية جديدة، ليصل المجموع إلى 1047. سُجّلت 3 حالات شفاء، ليصل المجموع إلى 796.
في 27 مايو، سُجّلت حالة واحدة إيجابية، ليصل المجموع إلى 1,048. سُجّلت 7 حالات شفاء، ليصل المجموع إلى 803.
في 28 مايو، سُجّلت 4 حالات إيجابية جديدة، ليصل المجموع إلى 1,052. سُجّلت 19 حالة شفاء، ليصل المجموع إلى 822.
في 29 مايو، سُجّلت 12 حالة إيجابية جديدة، ليصل المجموع إلى 1,064. سُجّلت 9 حالات شفاء، ليصل المجموع إلى 831.
في 30 مايو، سُجّلت 6 حالات إيجابية جديدة، ليصل المجموع إلى 1,070. سُجّلت 12 حالة شفاء، ليصل المجموع إلى 843.
في 31 مايو، سُجّلت 13 حالة إيجابية جديدة، ليصل المجموع إلى 1,083. سُجّلت حالتي شفاء، ليصل المجموع إلى 845.

### 1-15 يونيو 2020
في 1 يونيو، سُجّلت 27 حالة إيجابية جديدة، ليصل المجموع إلى 1110.
في 2 يونيو، سُجّلت13 حالة إيجابية جديدة، ليصل المجموع إلى 1,123. سُجّلت 4 حالات شفاء، ليصل المجموع إلى 847.
في 3 يونيو، سُجّلت 19 حالة إيجابية جديدة، ليصل المجموع إلى 1,142. سُجّلت 24 حالة شفاء، ليصل المجموع إلى 871.
في 4 يونيو، سُجّلت 5 حالات إيجابية جديدة، ليصل المجموع إلى 1,147. سُجّلت 3 حالات شفاء، ليصل المجموع إلى 874.
في 5 يونيو، سُجّلت 11 حالة إيجابية جديدة، ليصل المجموع إلى 1,158. سُجّلت حالتي شفاء، ليصل المجموع إلى 876.
في 6 يونيو، سُجّلت حالة وفاة جديدة من فوجترن، ليصل المجموع إلى 31. سُجّلت 36 حالة إيجابية جديدة، ليصل المجموع إلى 1,194. سُجّلت 8 حالات شفاء، ليصل المجموع إلى 884.
في 7 يونيو، سُجّلت 40 حالة إيجابية جديدة، ليصل المجموع إلى 1234. سُجّلت 6 حالات شفاء، ليصل المجموع إلى 890.
في 8 يونيو، سُجّلت 29 حالة إيجابية جديدة، ليصل المجموع إلى 1,263. سُجّلت 22 حالة شفاء، ليصل المجموع إلى 912.
في 9 يونيو، سُجّلت 6 حالات إيجابية جديدة، ليصل المجموع إلى 1,269.
في 10 يونيو، سُجّلت 29 حالة إيجابية جديدة ليصل المجموع إلى 1,298. سُجّلت حالة شفاء جديدة ليصل المجموع إلى 913.
في 11 يونيو، سُجّلت 28 حالة إيجابية جديدة ليصل المجموع إلى 1,326. سُجّلت 8 حالات شفاء، ليصل المجموع إلى 921.
في 12 يونيو، سُجّلت 58 حالة إيجابية جديدة ليصل المجموع إلى 1384 حالة.
في 13 يونيو، سُجّلت حالة وفاة جديدة من بريزرن، ليصل المجموع إلى 32. سُجّلت 53 حالة إيجابية جديدة ليصل المجموع إلى 1,437. سُجّلت 7 حالات شفاء، ليصل المجموع إلى 928.
في 14 يونيو، سُجّلت حالة وفاة جديدة من بريزرن، ليصل المجموع إلى 33. سُجّلت 49 حالة إيجابية جديدة ليصل المجموع إلى 1,486. سُجّلت 25 حالة شفاء، ليصل المجموع إلى 953.
في 15 يونيو، وللمرة الأولى منذ 13 مارس، سُجّلت 129 حالة إيجابية جديدة ليصل المجموع إلى 1,615. سُجّلت 10 حالات شفاء، ليصل المجموع إلى 963.

### إحصائيات
ابتداء من 23 أبريل 2020، 5,627 شخصا في كوسوفو أجروا تحليلات مخبرية حول الإصابة بفيروس كوفيد-19.
المبيانات التالية تُوضح نمو حالات الإصابة بفيروس كوفيد-19 في كوسوفو في الفترة من 13 مارس 2020 إلى 11 أبريل 2020.
-30 يونيو
في 16 يونيو، سُجلت وفاة جديدة ناتجة عن فيروس كورونا في أوراخوفاتش، فأصبح العدد الإجمالي للوفيات 34. سُجل أيضًا ارتفاع في عدد الإصابات إذ كُشف عن 141 حالة إيجابية جديدة، ما رفع إجمالي الحالات إلى 1,756. تعافت خمس حالات، ما رفع إجمالي عدد المتعافين إلى 968.
في 17 يونيو، سُجلت 77 حالة إيجابية جديدة، ما رفع إجمالي الحالات إلى 1,833.
في 18 يونيو، كُشف عن 83 حالة إيجابية جديدة، ما رفع إجمالي الحالات إلى 1,916. تعافى خمسة مرضى، ما رفع عدد المتعافين إلى 973.
في 19 يونيو، تأكّد وجود 82 حالة إيجابية جديدة، فارتفع إجمالي الإصابات إلى 1,988. تعافى سبعة مرضى فأصبح عدد المتعافين الإجمالي 980.
في 20 يونيو، سُجلت حالة وفاة جديدة ناتجة عن فيروس كورونا في بريشتينا، ما رفع عدد الوفيات الإجمالي إلى 35. كُشفت 75 إصابة جديدة، ما رفع العدد الإجمالي للإصابات إلى 2,073. تعافى 38 مريضًا فأصبح عدد المتعافين الإجمالي 1,018.
في 21 يونيو، سُجلت وفاة جديدة في أوراخوفاتش، فبلغ العدد الإجمالي للوفيات 36. كُشف عن 96 إصابة جديدة، ما رفع إجمالي الحالات المسُجلة إلى 2,169. تعافى 29 مريضًا، ما رفع عدد حالات الشفاء إلى 1,047.
في 22 يونيو، سُجلت حالتا وفاة ناتجتان عن فيروس كورونا، حالة في جيلان وحالة في فوشيتري. كُشف عن 47 حالة جديدة، ما رفع إجمالي الحالات الإيجابية المسُجلة إلى 2,216. تعافى 22 مريضًا، ما رفع إجمالي حالات الشفاء إلى 1,069.
في 23 يونيو، سُجلت حالة وفاة جديدة في فوشيتري، فأصبح العدد الإجمالي للوفيات 39. كُشف عن 52 إصابة جديدة فارتفع عدد الإصابات الإجمالي إلى 2,268. تعافى 39 مريضًا فارتفع العدد الإجمالي للمتعافين إلى 1,108.
في 24 يونيو، سُجلت حالة وفاة جديدة في بريزرن، ما رفع إجمالي الوفيات إلى 40. سُجلت 95 إصابة جديدة، ما رفع العدد الإجمالي للحالات المسُجلة إلى 2,363. تعافى 63 مريضًا فأصبح عدد المتعافين 1,171.
في 25 يونيو، سُجلت حالتا وفاة واحدة في إستوغ وثانية في بريزرن. كُشف عن 69 حالة إيجابية جديدة، ما رفع إجمالي الحالات إلى 2,432. تعافى 75 مريضًا، فارتفع إجمالي حالات الشفاء إلى 1246.
في 26 يونيو، سُجلت حالتا وفاة، واحدة في بريزرن وثانية في أوراخوفاتش، ما رفع إجمالي الوفيات إلى 44. كُشف عن 62 حالة إيجابية جديدة فارتفع إجمالي الحالات إلى 2,496. تعافى 61 مريضًا، ما رفع إجمالي عدد المتعافين إلى 1,307.
في 27 يونيو، سُجلت 4 وفيات جديدة ناتجة عن فيروس كورونا، ثلاثة في بريزرن وواحدة في سوفا ريكا فارتفع عدد الوفيات إلى 48. كُشف عن 96 إصابة جديدة، ما رفع إجمالي الحالات إلى 2,590. تعافى 87 مريضًا فأصبح عدد المتعافين الإجمالي 1394. تعافى 12 مريضًا في إستوغ وسُجلت إصابة جديدة.
في 28 يونيو، سُجلت حالة وفاة جديدة ناتجة عن فيروس كورونا في ماموسا، فارتفع عدد الوفيات الإجمالي إلى 49. كُشف عن 87 حالة إيجابية جديدة، ما رفع إجمالي الحالات إلى 2.677. تعافى 31 مريضًا فارتفع عدد حالات الشفاء إلى 1425.
في 29 يونيو، سُجلت وفاة جديدة ناتجة عن فيروس كورونا في ماليشفي فارتفع العدد الإجمالي للوفيات إلى 50. كُشف عن 122 حالة إيجابية جديدة فارتفع إجمالي الحالات الإيجابية إلى 2,799. تعافى 81 مريضًا فارتفع عدد حالات الشفاء إلى 1506.
في 30 يونيو، سُجلت حالة وفاة جديدة ناتجة عن فيروس كورونا في فيتيا فارتفع العدد الإجمالي للوفيات إلى 51. كُشف عن 79 حالة إيجابية جديدة فارتفع إجمالي الإصابات إلى 2,878. تعافى 71 مريضًا فارتفع إجمالي حالات الشفاء إلى 1,577.
1-15 يوليو
في 1 يوليو، سُجلت ثلاث وفيات جديدة ناتجة عن فيروس كورونا، واحدة في جيلان وثانية في بريشتينا وثالثة في بريزرن، ما رفع عدد الوفيات الإجمالي إلى 54. كُشف عن 113 حالة إيجابية جديدة، ما رفع العدد الإجمالي للحالات المسُجلة إلى 2,991. تعافى 67 مريضًا، ما رفع عدد المتعافين الإجمالي إلى 1,644.
في 2 يوليو، سُجلت حالة وفاة جديدة ناتجة عن فيروس كورونا في ميتروفيتسا، ما رفع عدد الوفيات الإجمالي إلى 55. كُشف عن 73 حالة إيجابية جديدة، ما رفع العدد الإجمالي للحالات المسُجلة إلى 3,064. تعافى 63 مريضًا، ما رفع عدد المتعافين إلى 1,707.
في 3 يوليو، سُجلت ثلاث وفيات جديدة ناتجة عن فيروس كورونا، حالة في فوشيتري وحالتان غير محددتي الموقع، ما رفع عدد الوفيات الإجمالي إلى 58. كُشف عن 114 حالة إيجابية جديدة، ما رفع العدد الإجمالي للحالات المسُجلة إلى 3,178. تعافى 117 مريضًا، ما رفع عدد المتعافين إلى 1,842.
في 4 يوليو، سُجل عدد ضحايا قياسي. تأكّدت 8 وفيات، واحدة في كوسوفو بوليي، وواحدة في ميتروفيتسا، وواحدة في بيخا، وواحدة في بريشتينا، وواحدة في فيتيا، وواحدة في فوشيتري، وحالتا وفاة غير محددتي الموقع، ما رفع عدد الوفيات الإجمالي إلى 66. كُشف عن 178 حالة إيجابية جديدة، ما رفع العدد الإجمالي للحالات المسُجلة إلى 3,356. تعافى 50 مريضًا، ما رفع عدد المتعافين إلى 1,874.
في 5 يوليو، سُجل عدد ضحايا قياسي. تأكدت 9 حالات وفاة ناتجة عن الإصابة بفيروس كورونا، واحدة في ميتروفيتسا، وواحدة في أوراخوفاتش، وواحدة في بريشتينا، وواحدة في غلوفوفاتش، وأربع حالات غير محددة الموقع، ما رفع عدد الوفيات الإجمالي إلى 75. كُشف عن 175 حالة إيجابية جديدة، ما رفع عدد الحالات الإيجابية المسُجلة إلى 3,508. تعافى 28 مريضًا، ما رفع عدد المتعافين إلى 1,902.
في 6 يوليو، سُجل عدد قياسي من حالات العدوى الجديدة. وتأكدت 4 حالات وفاة، واحدة في جاكوفا، وواحدة في كوسوفو بوليي، وواحدة في بودوييفو، وواحدة غير محددة الموقع، ما رفع عدد الوفيات الإجمالي إلى 79. كُشف عن 195 حالة إيجابية جديدة، ما رفع عدد الحالات الإيجابية المسُجلة إلى 3,703. تعافى 44 مريضًا، فارتفع عدد حالات الشفاء إلى 1,946.</ref>
في 7 يوليو، أُبلغ عن ثلاث وفيات جديدة ناتجة عن فيروس كورونا. سُجلت 183 حالة إيجابية جديدة، ما رفع عدد الحالات الإيجابية المسُجلة إلى 3,886. تعافى 57 مريضًا، ما رفع عدد المتعافين إلى 2,003.
في 8 يوليو، سُجل عدد إصابات قياسي. أُبلغ عن 4 وفيات جديدة ناتجة عن فيروس كورونا، ما رفع عدد الوفيات الإجمالي إلى 86. كُشف عن 214 حالة إيجابية جديدة، ما رفع العدد الإجمالي للحالات الإيجابية إلى 4,100. تعافى 60 مريضًا، ما رفع إجمالي عدد المتعافين إلى 2,063.
في 9 يوليو، أُبلغ عن 8 وفيات جديدة ناتجة عن فيروس كورونا، ما رفع عدد الوفيات الإجمالي إلى 94. كُشف عن 207 حالة إيجابية جديدة، ما رفع عدد الحالات الإيجابية إلى 4,307. تعافى 32 مريضًا، ما رفع عدد المتعافين إلى 2,095.
في 10 يوليو، أُبلغ عن 3 وفيات جديدة ناتجة عن فيروس كورونا. كُشف عن 205 حالة إيجابية جديدة، ما رفع عدد الحالات الإيجابية المسُجلة إلى 4,512. تعافى 61 مريضًا، ما رفع عدد المتعافين إلى 2,156.
في 11 يوليو، أُبلغ عن 4 وفيات جديدة ناتجة عن فيروس كورونا، ما رفع عدد الوفيات الإجمالي إلى 101. كُشف عن إصابة 203 مريضًا جديدًا، ما رفع عدد الحالات الإيجابية المسُجلة إلى 4,715. تعافى 71 مريضًا، ما رفع عدد المتعافين إلى 2,227.
في 12 يوليو، سُجل عدد قياسي من الحالات الإيجابية الجديدة. أُبلغ عن وفاة واحدة، ما رفع عدد الوفيات إلى 102. سُجلت 216 حالة جديدة، ما رفع عدد الحالات الإيجابية المسجلة إلى 4,931. تعافى 40 مريضًا، ما رفع عدد المتعافين إلى 2,267.
في 13 يوليو، أُبلغ عن 6 وفيات جديدة ناتجة عن فيروس كورونا، ما رفع عدد الوفيات الإجمالي إلى 108. كُشف عن 187 حالة إيجابية جديدة. تعافى 103 مريضًا، ما رفع عدد المتعافين إلى 2,370.
في 14 يوليو، أصدر المعهد الوطني للصحة العامة بيانًا صحفيًا قال فيه: «بسبب تغير موعد نشر تقارير النتائج من ساعات المساء إلى الساعة 15:00، نطلب صبركم وتفهمكم حتى نشر نتائج الاختبارات من قبل المعهد الوطني للصحة العامة في كوسوفو، وذلك في الساعة 15:00 من يوم الغد».
في 15 يوليو، أُبلغ عن 4 وفيات جديدة ناتجة عن فيروس كورونا، ما رفع عدد الوفيات الإجمالي إلى 112. كُشف عن 119 حالة إيجابية جديدة، ما رفع عدد الحالات الإيجابية المسجلة إلى 5,237. تعافى 92 مريضًا، ما رفع عدد المتعافين إلى 2,462.
16-31 يوليو
في 16 يوليو، أُبلغ عن 6 وفيات جديدة ناتجة عن فيروس كورونا، ما رفع عدد الوفيات الإجمالي إلى 118. كُشف عن 132 حالة إيجابية جديدة، ما رفع العدد الإجمالي للحالات الإيجابية المسُجلة إلى 5,369. تعافى 83 مريضًا، ما رفع عدد المتعافين إلى 2,545.
في 17 يوليو، أُبلغ عن 6 وفيات جديدة ناتجة عن فيروس كورونا، ما رفع عدد الوفيات الإجمالي إلى 124. كُشف عن 103 حالة إيجابية جديدة، ما رفع العدد الإجمالي للحالات الإيجابية المسُجلة إلى 5,472. تعافى 95 مريضًا، ما رفع عدد المتعافين إلى 2,640.
في 18 يوليو، أُبلغ عن 6 وفيات جديدة ناتجة عن فيروس كورونا، ما رفع عدد الوفيات الإجمالي إلى 130. كُشف عن 145 حالة إيجابية جديدة، ما رفع العدد الإجمالي للحالات الإيجابية المسُجلة إلى 5,617. تعافى 171 مريضًا، ما رفع عدد المتعافين إلى 2,811.
في 19 يوليو، أُبلغ عن 5 وفيات جديدة ناتجة عن فيروس كورونا، ما رفع عدد الوفيات الإجمالي إلى 135. كُشف عن 118 حالة إيجابية جديدة، ما رفع العدد الإجمالي للحالات الإيجابية المسُجلة إلى 5,735. تعافى 157 مريضًا، ما رفع عدد المتعافين إلى 2,968.
في 20 يوليو، أُبلغ عن 4 وفيات جديدة ناتجة عن فيروس كورونا، ما رفع عدد الوفيات الإجمالي إلى 139. كُشف عن 142 حالة إيجابية جديدة، ما رفع العدد الإجمالي للحالات الإيجابية المسُجلة إلى 5,877. تعافى 101 مريضًا، ما رفع عدد المتعافين إلى 3,069.
في 21 يوليو، أُبلغ عن 5 وفيات جديدة ناتجة عن فيروس كورونا، ما رفع عدد الوفيات الإجمالي إلى 144. كُشف عن 168 حالة إيجابية جديدة، ما رفع العدد الإجمالي للحالات الإيجابية المسُجلة إلى 6,045. تعافى 157 مريضًا، ما رفع عدد المتعافين إلى 3,226.
في 22 يوليو، سُجل عدد حالات عدوى قياسي. أُبلغ عن 6 وفيات جديدة ناتجة عن فيروس كورونا، ما رفع عدد الوفيات الإجمالي إلى 150. كُشف عن 241 حالة إيجابية جديدة، ما رفع العدد الإجمالي للحالات الإيجابية المسُجلة إلى 6,286. تعافى 143 مريضًا، ما رفع عدد المتعافين إلى 3,369.
في 23 يوليو، أُبلغ عن 8 وفيات جديدة ناتجة عن فيروس كورونا، ما رفع عدد الوفيات الإجمالي إلى 158. كُشف عن 181 حالة إيجابية جديدة، ما رفع العدد الإجمالي للحالات الإيجابية المسُجلة إلى 6,467. تعافى 136 مريضًا، ما رفع عدد المتعافين إلى 3,505.
في 24 يوليو، أُبلغ عن 6 وفيات جديدة ناتجة عن فيروس كورونا، ما رفع عدد الوفيات الإجمالي إلى 164. كُشف عن 213 حالة إيجابية جديدة، ما رفع العدد الإجمالي للحالات الإيجابية المسُجلة إلى 6,680. تعافى 109 مريضًا، ما رفع عدد المتعافين إلى 3,614.
في 25 يوليو، أُبلغ عن 5 وفيات جديدة ناتجة عن فيروس كورونا، ما رفع عدد الوفيات الإجمالي إلى 169. كُشف عن 237 حالة إيجابية جديدة، ما رفع العدد الإجمالي للحالات الإيجابية المسُجلة إلى 6,917. تعافى 139 مريضًا، ما رفع عدد المتعافين إلى 3,753.
في 26 يوليو، أُبلغ عن 8 وفيات جديدة ناتجة عن فيروس كورونا، ما رفع عدد الوفيات الإجمالي إلى 177. كُشف عن 220 حالة إيجابية جديدة، ما رفع العدد الإجمالي للحالات الإيجابية المسُجلة إلى 7,137. تعافى 121 مريضًا، ما رفع عدد المتعافين إلى 3,874.
في 27 يوليو، سُجل عدد إصابات قياسي. أُبلغ عن 8 وفيات جديدة ناتجة عن فيروس كورونا، ما رفع عدد الوفيات الإجمالي إلى 185. كُشف عن 276 حالة إيجابية جديدة، ما رفع العدد الإجمالي للحالات الإيجابية المسُجلة إلى 7,413. تعافى 153 مريضًا، ما رفع عدد المتعافين إلى 4,027.
في 28 يوليو، أُبلغ عن 7 وفيات جديدة ناتجة عن فيروس كورونا، ما رفع عدد الوفيات الإجمالي إلى 192. كُشف عن 239 حالة إيجابية جديدة، ما رفع العدد الإجمالي للحالات الإيجابية المسُجلة إلى 7,652. تعافى 102 مريضًا، ما رفع عدد المتعافين إلى 4,129.
في 29 يوليو، أُبلغ عن 4 وفيات جديدة ناتجة عن فيروس كورونا، ما رفع عدد الوفيات الإجمالي إلى 196. كُشف عن 194 حالة إيجابية جديدة، ما رفع العدد الإجمالي للحالات الإيجابية المسُجلة إلى 7,846. تعافى 138 مريضًا، ما رفع عدد المتعافين إلى 4,267.
في 30 يوليو، سُجل عدد ضحايا قياسي. أُبلغ عن 16 وفاة جديدة ناتجة عن فيروس كورونا، ما رفع عدد الوفيات الإجمالي إلى 212. كُشف عن 258 حالة إيجابية جديدة، ما رفع العدد الإجمالي للحالات الإيجابية المسُجلة إلى 8,104. تعافى 196 مريضًا، ما رفع عدد المتعافين إلى 4,463.

## الآثار

### في السياسة
في 18 مارس، أُقيل وزير الداخلية أجيم فيليو بسبب تأييده لإعلان حالة الطوارئ بهدف مواجهة جائحة فيروس كورونا، إذ كان من شأن ذلك منح السلطة لمجلس الأمن في كوسوفو برئاسة رئيس كوسوفو، هاشم ثاتشي. في ليلة 25 مارس، أُطيح بحكومة كورتي عقب اقتراح بحجب الثقة أطلق في برلمان كوسوفو من قبل الشريك الحاكم (الرابطة الديمقراطية لكوسوفو).

### المساعدات الدولية
منحت ألمانيا كوسوفو 6000 اختبارًا لفيروس كورونا.
في 2 يوليو، منحت الأردن كوسوفو 24 طنًا من المساعدات الطبية.
قدمت قطر 6,500 اختبارًا لفيروس كورونا وقناعًا تنفسيًا.

### المساعدات الألبانية
قدمت وزارة المغتربين الألبانية 12,000 اختبارًا لفيروس كورونا.

### المساعدات الدولية التي قدمتها كوسوفو
صربيا: قدمت كوسوفو في 29 أبريل 500,000 يورو لبلديات بريشيفو وميدفيجا وبويانوفاتس.
من 16-30 يونيو حتى النهاية

### الأرقام حسب البلديات
آخر تحديث 21 مايو 2020. 
| البلدية             | الحالات | الوفيات | حالات الشفاء | الحالات الحالية |
| ------------------- | ------- | ------- | ------------ | --------------- |
| فريزاي              | 134     | 2       | 97           | 35              |
| بريزرن              | 101     | 2       | 67           | 32              |
| بريشتينا            | 84      | 2       | 67           | 15              |
| جيلان               | 79      | 2       | 49           | 28              |
| ماليشفي             | 76      | 1       | 73           | 2               |
| بيخا                | 74      | 2       | 42           | 30              |
| فيتيا               | 53      | 0       | 53           | 0               |
| ميتروفيتسا الشمالية | 43      | 3       | 40           | 0               |
| فوشيتري             | 43      | 1       | 23           | 19              |
| كوزوفسكا كامينيتشا  | 41      | 0       | 36           | 5               |
| سوفا ريكا           | 36      | 1       | 35           | 0               |
| أوراخوفاتش          | 35      | 2       | 7            | 26              |
| زيفكان              | 25      | 1       | 24           | 0               |
| زوبين بوتوك         | 24      | 1       | 20           | 3               |
| يبوسافيتش           | 24      | 4       | 15           | 5               |
| ميتروفيتسا          | 19      | 0       | 0            | 19              |
| شتيمليه             | 19      | 1       | 16           | 2               |
| جاكوفا              | 16      | 1       | 15           | 0               |
| ليبليان             | 15      | 0       | 15           | 0               |
| بودوييفو            | 11      | 1       | 10           | 0               |
| إستوغ               | 8       | 1       | 5            | 2               |
| كوسوفو بوليي        | 8       | 0       | 7            | 1               |
| إليز هان            | 7       | 0       | 7            | 0               |
| كاتشانيك            | 7       | 0       | 4            | 3               |
| سكندراي             | 6       | 0       | 6            | 0               |
| كلاين               | 5       | 0       | 5            | 0               |
| ديشاني              | 3       | 0       | 3            | 0               |
| دراغاش              | 3       | 1       | 2            | 0               |
| غلوفوفاتش           | 2       | 0       | 2            | 0               |
| أوبيليتش            | 2       | 0       | 1            | 1               |
| المجموع             | 1003    | 29      | 772          | 202             |

## المساعدات الدولية
أرسلت البلدان والمنظمات الدولية مساعدات مالية ولوجيستيكية إلى حكومة كوسوفو لمساعدتها في مكافحة تفشي وباء كورونا :
- الاتحاد الأوروبي في 25 مارس، منحت كوسوفو 68 مليون يورو بغرض صرفها في دعم قدرات محاربة جائحة فيروس كورونا 2019–20.[164]
- النمسا في 29 مايو منحت كوسوفو مبلغ 250,000 euros من أجل دعم قدرات كوسوفو على محاربة coronavirus pandemic.[165]
- النرويج في 6 أبريل، منحت كوسوفو 450,000 يورو بغرض صرفها في دعم قدرات محاربة جائحة فيروس كورونا 2019–20.[166]
- صربيا ,وهبت السلطات الصحية في كوسوفو 1,000 عينة اختبار مخصصة لفيروس كورونا.[167]
- إيطاليا منحت كوسوفو تجهيزات وقائية.[168]
- سويسرا في 3 أبريل، وهبت كوسوفو 500,000 فرنك سويسري بغرض صرفها في دعم قدرات محاربة جائحة فيروس كورونا 2019–20.[169]
- تركيا منحت كوسوفو أقنعة واقية، وبذلات واقية، و1,000 عينة اختبار خاصة بكوفيد-19.[170]
- اليابان في 26 مايو، منحت كوسوفو مبلغ 718,000 dollars لدعمها في جهود التصدي ومحاربة coronavirus pandemic.[171]
- لوكسمبورغ منحت كوسوفو 5,000 عينة اختبار خاصة بكوفيد-19.[172]
- برنامج الأمم المتحدة الإنمائي منح كوسوفو 3,000 عينة اختبار خاصة بكوفيد-19.[173]
- بولندا منحت كوسوفو 50,000 قناع تنفس.[174]
- يونيسف منحت 1.5 طن من المساعدات الطبية لصالح كوسوفو.[175]
- الولايات المتحدة في 27 مارس، منحت كوسوفو هبة مالية تبلغ 1.1مليون يورو بغرض صرفها في دعم قدرات محاربة جائحة فيروس كورونا 2019–20.[176]